# 이형경
이형경(1998년 5월 11일 ~ )은 대한민국의 축구 선수로, 포지션은 공격수이다. 현재 충북 청주 FC 소속이다.

## 유소년 경력
이형경은 울산 현대의 산하 유소년 팀인 현대고등학교 출신으로, 울산 현대의 우선 지명을 받은 후 성균관대학교 축구부에 입단하였다.

## 클럽 경력
K리그1 2020 시즌을 앞두고 울산 현대와 프로 계약을 체결하였다.
2021시즌 중 K3리그의 울산시민축구단으로 임대 이적하였다.
2022시즌을 앞두고, 울산시민축구단으로 완전 이적하였다.